# Szacsva
Szacsva (románul Saciova, német elavult Szatsva) falu Romániában, Kovászna megyében.

## Fekvése
Sepsiszentgyörgytől 16 km-re délkeletre, a Bodzafordulói-hegyek között, a Szacsva patak felső völgyében fekszik, Rétyhez tartozik, melytől 7 km-re délkeletre van.

## Története
A Szacsva patak völgyében a jobb oldali hegylánc egyik csúcsán állott vára, melynek jelentős maradványai még láthatók. A vár a 13. században épülhetett és a határvédő várrendszer része lehetett. Barokk református temploma a 18. században épült a középkori kis templom helyére. Kazettás mennyezete 1791-ben készült.
1910-ben 302 lakosából 282 magyar, 19 román és 1 német volt. A trianoni békeszerződésig Háromszék vármegye Sepsi járásához tartozott.

## Képek

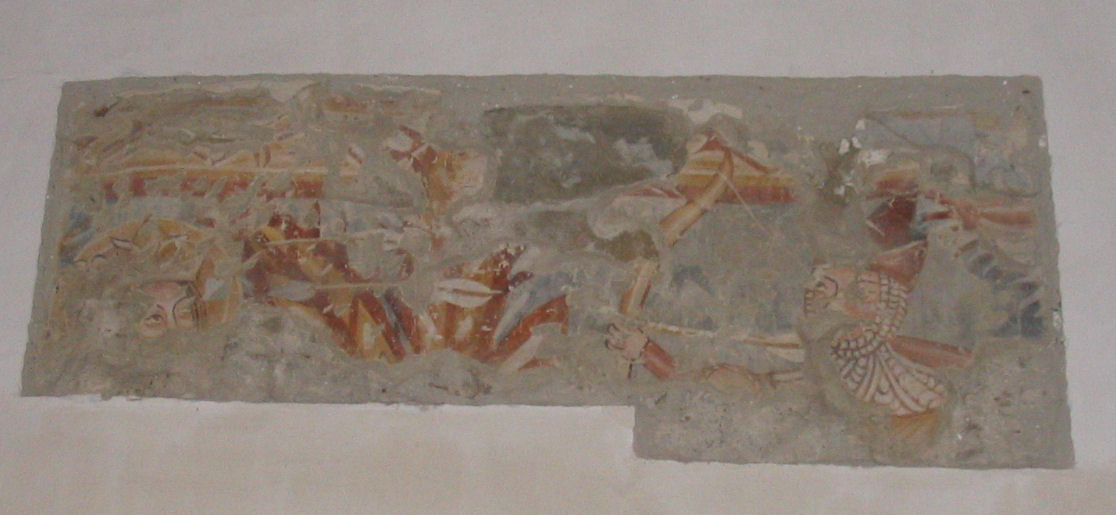
A Szent László-legenda freskó részlete (a kun üldözése),.a református templom északi falán.
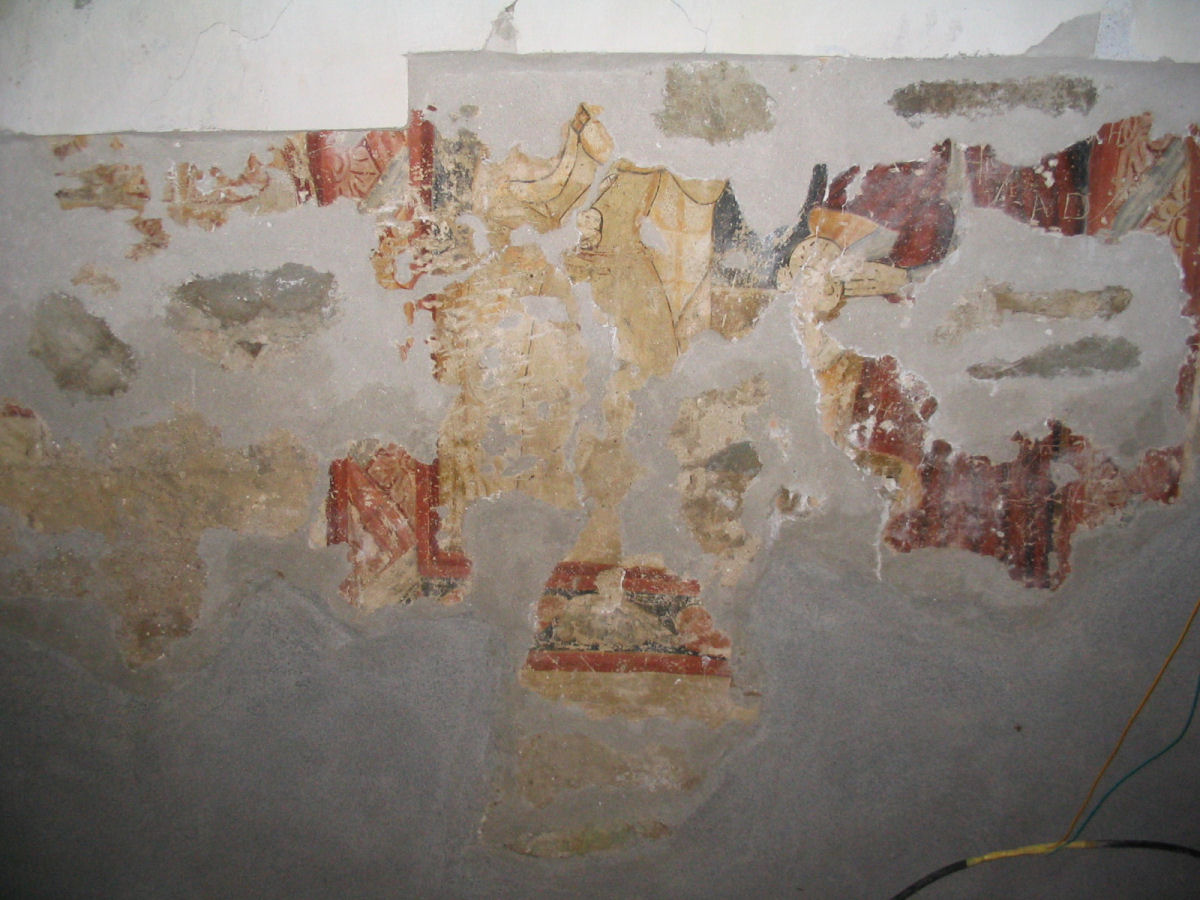
Szent Erzsébet freskó részlet.a református templomban
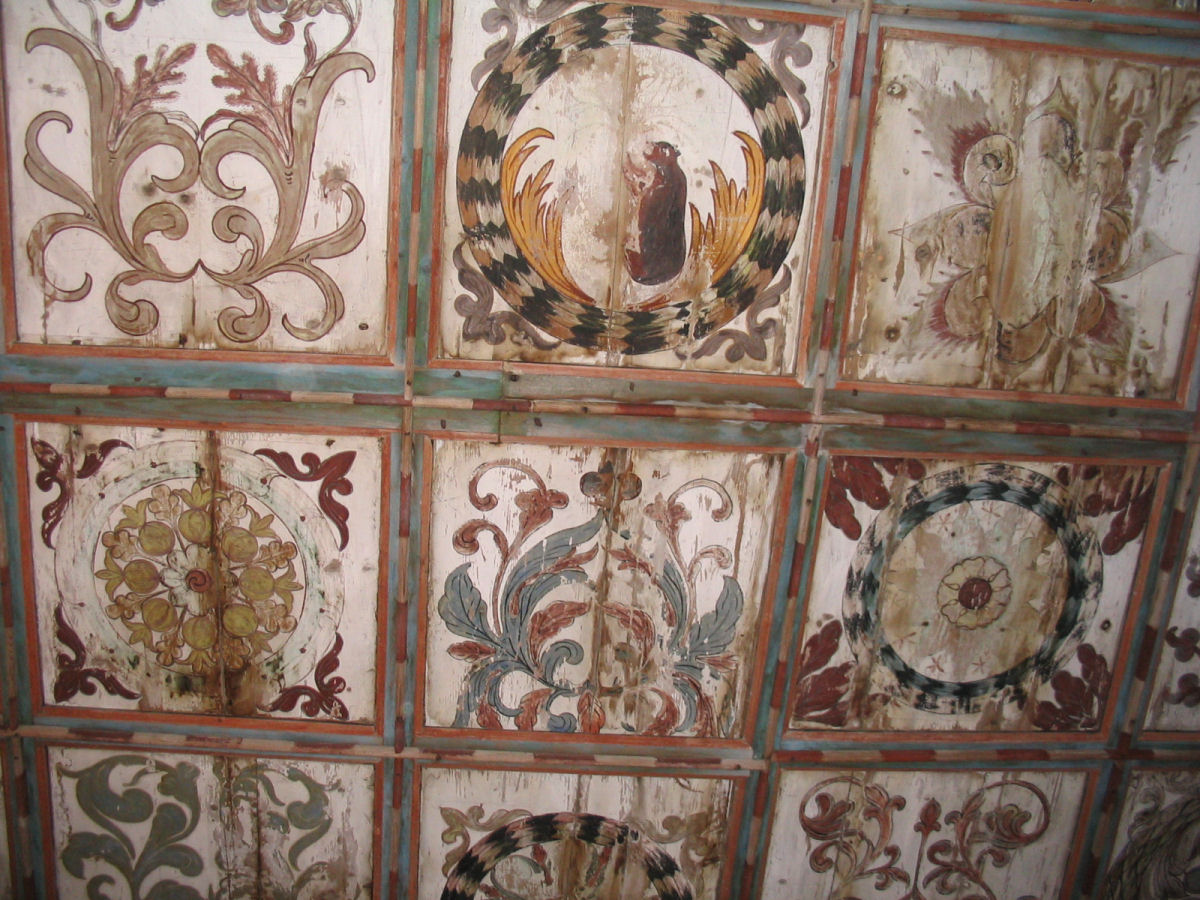
A református templom kazettás mennyezete
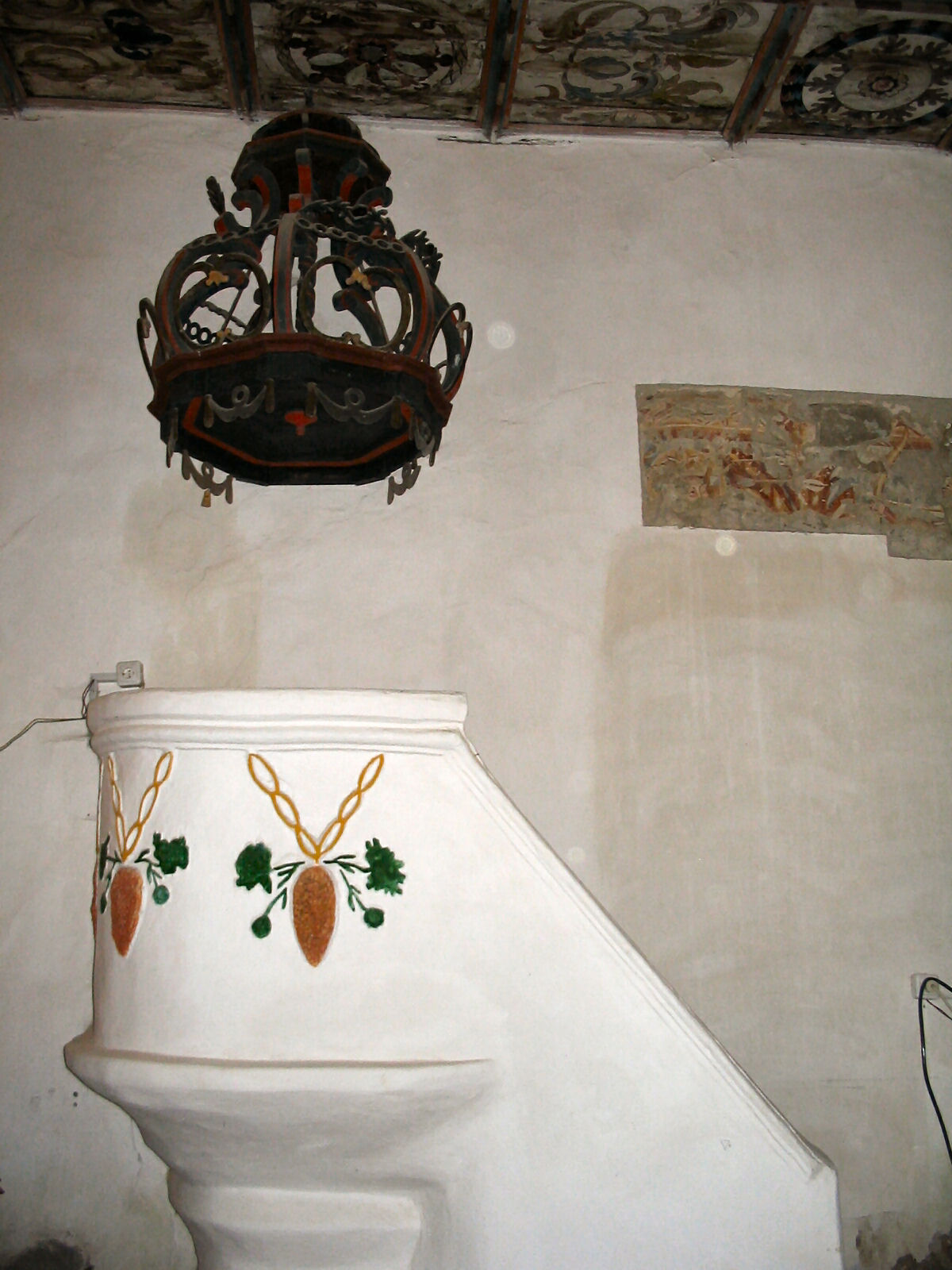
A református templom szószéke

## Híres emberek
Innen származik a Szacsvai család, melynek számos neves tagja itt született.